# Manta (SeaWorld Orlando)
Manta is een vliegende achtbaan in het Amerikaanse attractiepark SeaWorld Orlando, Florida. De baan is gebouwd door Bolliger & Mabillard en opende in 2009. De baan is vernoemd naar de reuzenmanta.

## Geschiedenis
Het idee van Manta werd naar buiten gebracht in april 2008, details werden echter nog niet direct vermeld, buiten het feit dat dit de grootste investering aller tijden voor het park zou worden, en dat het in de loop van 2009 zou openen. Joseph Couceiro, vicepresident sales & marketing, zei:

Het wordt een nieuwe generatie van SeaWorld-attracties. We zijn goed in het verbinden van het zee-leven met alle andere soorten dimensies, en perspectieven, en daarbij ook de bezoeker in het midden van de actie te zetten.

Al snel maakten enkele artiesten een concept van de nieuwe attractie, die snel het internet rondgingen, maar de staf van het park wilde geen enkel ontwerp bevestigen. De bouw begon uiteindelijk en in mei 2008 bevestigde men dat de baan Manta zou gaan heten, zoals er al gesuggereerd werd. De bouw van de baan begon in september 2008, en eindigde in december 2008. Begin mei 2009 begon SeaWorld met kleine onthullingen over de baan, tot zijn officiële opening op 22 mei 2009.

## Lay-Out

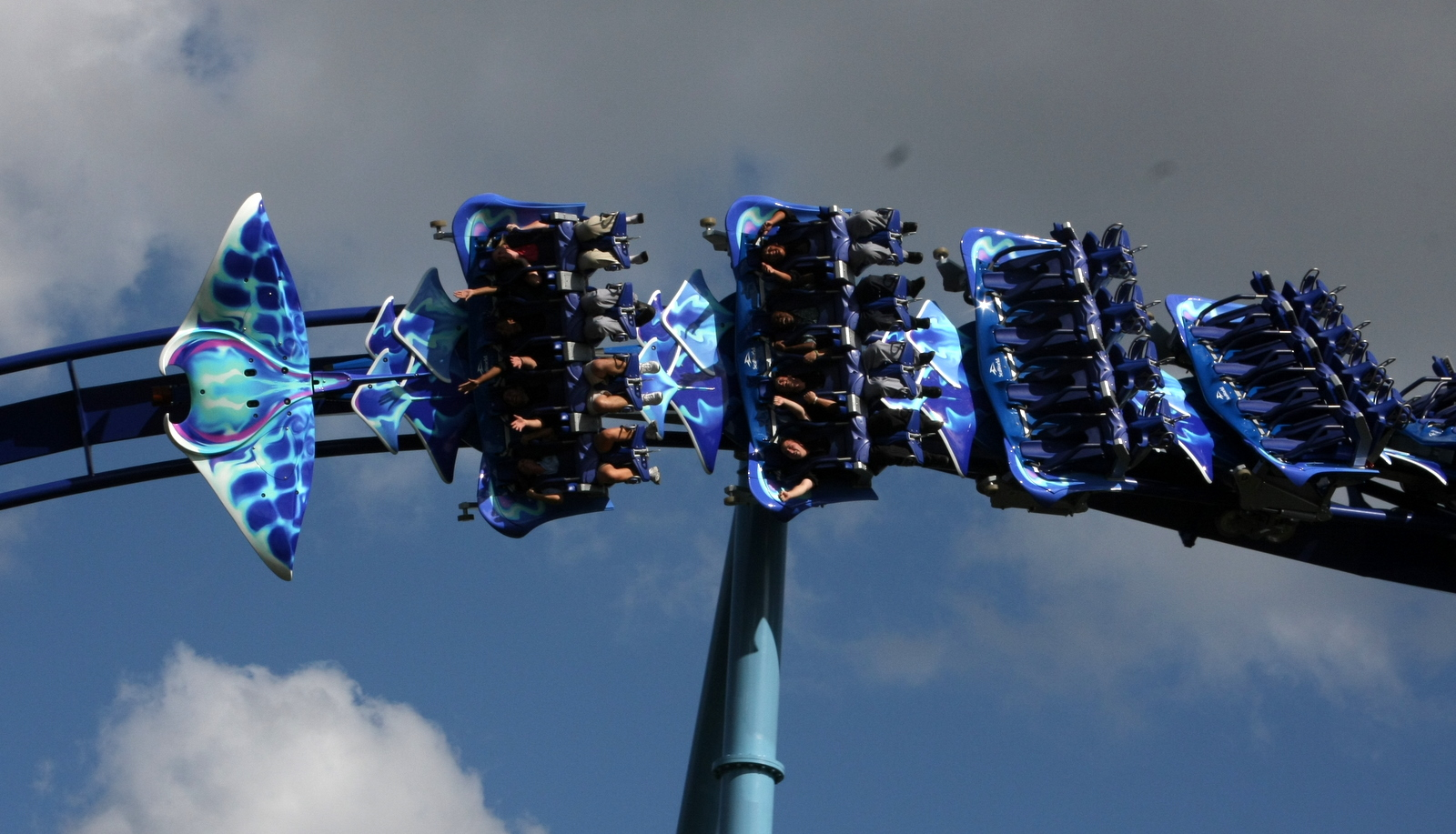
Komend van de Inline Twist

Manta heeft een totale lengte van 1024 meter, en een maximale hoogte van 43 meter. Een maximumsnelheid van ongeveer 90 km/h, wat Manta de op een na langste en snelste vliegende achtbaan ter wereld maakt, na Tatsu in Six Flags Magic Mountain (Californië). Manta begint in een dubbel station, dus met 2 instap-platformen, om zo meer capaciteit te kunnen hebben. Nadat het treintje het station verlaat, gaat het een kettingoptakeling van 42,6 meter op. Tijdens de eerste afdaling wordt er een foto  genomen en rijdt het treintje naar een 30 meter hoge pretzel looping. Nadien volgen nog een inline twist en een helix, en een kurkentrekker. Hierna volgt een remvak. Het tweede deel van het ritverloop begint met een duik naar het meer, waarin het achtbaantreintje water doet opspatten bij het passeren. Hierna volgt een tweede kurkentrekker om dan uiteindelijk in de remmen te schieten, en terug te keren naar het station.

## Decoratie
Alles van Manta staat in teken van roggen, of zogenaamde 'sting-ray's'. De wachtrij bestaat uit aquaria, met wel 60 verschillende soorten dieren, en een totaal van 3000 dieren. Ook mensen die de baan niet willen berijden, kunnen grote stukken van de prachtige aquaria zien, hoewel de wachtende bezoekers extra delen zien. De treinen zijn allemaal uitgewerkt, zodat ze zo veel mogelijk op de echte reuzenmanta lijken.
De baan is geschilderd in het donkerblauw, en de ondersteuningen in het lichter blauw.